# Клански, Иван
Иван Клански (чеш. Ivan Klánský; род. 13 мая 1948, Прага) — чешский пианист.
Окончил Пражскую консерваторию (1968) по классу Валентины Камениковой, затем Академию исполнительских искусств в Праге (1973) по классу Франтишека Рауха. Лауреат ряда важнейших исполнительских конкурсов, в том числе обладатель вторых премий Международного конкурса имени Бузони (1967, первая премия не присуждена) и Международного конкурса имени Иоганна Себастьяна Баха (1968).
Считается, прежде всего, специалистом по исполнению произведений Фридерика Шопена; с 1995 года председатель чешского Шопеновского общества. Также много играет Людвига ван Бетховена и Бедржиха Сметану. Как ансамблист с 1986 года выступает в составе фортепианного Трио Гварнери.
С 1983 года преподаёт в Академии исполнительских искусств в Праге, с 1997 года заведовал кафедрой фортепиано. Одновременно в 1991—2011 гг. профессор Высшей школы музыки в Люцерне, преподавал также в Германии и Ирландии.
Жена — валторнистка Владимира Кланска. Все шестеро их детей стали профессиональными музыкантами.

## Награды
- Медаль «За заслуги» I степени (2023)[4].